# Лапиадо, Глеб Александрович
Глеб Александрович Лапиадо (28 августа 1926 — 1 мая 2007) — советский и российский цирковой артист, наездник, жокей, народный артист России (1993).

## Биография
Глеб Александрович Лапиадо родился 28 августа 1926 года в цирковой семье. Впервые вышел на манеж в 1932 году, когда ему было всего в 6 лет. Его обучал работе с лошадьми дед — знаменитый цирковой наездник Василий Трофимович Соболевский.
Стал наездником, выступал в номерах: «Парные жокеи», «Соло-жокей», в конно-акробатическом ревю. 
Позже возглавил групповой номер «Жокеи» и подготовил с Тамарой Рокотовой номер «Па-де-де». Оба номера отличались своеобразной композицией, интересными сложными трюками. После смерти деда возглавил труппу «Жокеи Соболевские».
С 1968 года руководил групповым жокейским номером. С 1984 года руководил конным ансамблем «Донские казаки». Был одним из ведущих мастеров конного жанра.
Умер 1 мая 2007 года, похоронен на Митинском кладбище в Москве.

### Семья
- Дед по матери — цирковой артист Василий Трофимович Соболевский (1877—1961), наездник.
- Отец — цирковой артист Александр Васильевич Лапиадо (наст. фамилия Королёв, 1873—1935)[2], атлет, борец, дрессировщик, деятель цирка. В цирке начинал как силовой акробат (выступал с партнёром В. Милашевичем), затем выступал с сольным атлетическим номером, оформленным в «римском стиле»; в финале держал на груди платформу с оркестром. Впоследствии стал дрессировать лошадей и верблюдов. Среди множества подготовленных номеров — пантомима «Тысяча и одна ночь». Содержал цирки в провинции. В 1922—1930 годах руководил цирковыми коллективами. Автор «Дрессировка лошадей и верблюдов». Первой женой была знаменитая цирковая наездница Ольга Сур, про которую А. Н. Куприн написал рассказ «Ольга Сур» (1929). Умер во время исполнения номера «Лошади на свободе» в Томском цирке.[3]
- Мать — цирковая артистка, наездница Рафаэлла Васильевна Соболевская (Раиса Васильевна Филатова; 1902—1986).
- Единокровный брат — цирковой артист Александр Александрович Королёв-Лапиадо (1910—1979), наездник, дрессировщик. На манеже с 9 лет: соло-жокей на доппель-пони, тройная джигитовка и па-де-де с сестрами  и Калиссой Л. (2.2.1909-18.1.1985).
- Единокровная сестра — цирковая артистка Клеопатра Александровна Лапиадо (1907—1990).
- Единокровная сестра — цирковая артистка Калисса Александровна Лапиадо (1909—1985).
  - Племянник — цирковой артист Юрий Кириллович Авьерино (1931—2003), иллюзионист, народный артист РСФСР.
- Жена — цирковая артистка Тамара Григорьевна Рокотова, наездница, заслуженная артистка РСФСР.
  - Дочь — цирковая артистка Галина Глебовна Лапиадо (род. 1954), наездница.
    - Внучка — цирковая артистка Анна Николаевна Лапиадо (род. 1978), наездница, воздушная гимнастка[4].
      - Правнучка — Екатерина Алексеевна Малёнкина (род. 2008).
      - Правнучка — Мария Алексеевна Малёнкина

## Награды и премии
- Заслуженный артист РСФСР (1969).
- Орден Дружбы народов (14 февраля 1980) — за заслуги в развитии советского циркового искусства[5][6].
- Народный артист Российской Федерации (18 декабря 1993) — за большие заслуги в области циркового искусства[7].
- Орден Почёта (5 августа 2000) — за заслуги в развитии циркового искусства[8].

## Фильмография
- 1959 — Косолапый друг (фильм) — жокей
- 1979 — Цирковые наездники (документальный)